# مقاطعة قدس
مقاطعة قدس (بالفارسية: شهرستان قدس) هي مقاطعة تقع في  محافظة طهران في إيران. عاصمة المقاطعة هي قدس. في تعداد عام 2006، بلغ عدد سكان المقاطعة 237,077. المقاطعة لديها مدينة واحدة هي القدس.